# Oxyprosopus filiformis
Oxyprosopus filiformis là một loài bọ cánh cứng trong họ Cerambycidae.